# Buke (Altenbeken)

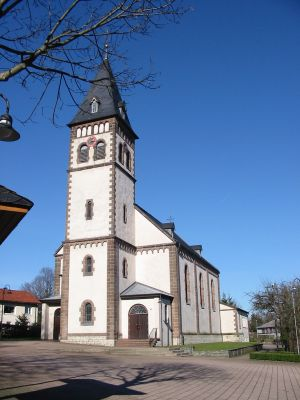
Neuromanische Kirche St. Dionysius aus dem Jahr 1894

Buke ist ein am Fuße des Eggegebirges auf ca. 310 m ü. NN gelegenes Dorf und Ortsteil der Gemeinde Altenbeken im Kreis Paderborn, Nordrhein-Westfalen. Buke hat die Postleitzahl 33184 und etwa 2400 Einwohner.

## Geschichte
Buke kann auf eine 1000-jährige Geschichte zurückblicken, dabei verdankt es Ursprung und Geschichte der Begegnung mit dem christlichen Glauben. Seit der Karolingerzeit im 9. und 10. Jahrhundert wird der fränkische Märtyrer und Nationalheilige Dionysius als Patron der Gemeinde verehrt.
Die älteste Poststation auf dem Weg von Paderborn nach Hannover wurde im Januar 1663 in Buke errichtet.
Buke gehörte seit der Gründung zur weltlichen Herrschaft des deutschen Bistums Paderborn, ursprünglich im Herzogtum Sachsen. Ab dem 14. Jahrhundert bildete sich das Territorium Hochstift Paderborn im Heiligen Römischen Reich, darin ab dem 16. Jahrhundert zum niederrheinisch-westfälischen Reichskreis. Im Hochstift gehörte Buke zur Vogtei Driburg. 1802 wurde das Hochstift vom Königreich Preußen besetzt und 1803 durch den Reichsdeputationsschluss in Besitz genommen. In napoleonischer Zeit bildete Buke eine Gemeinde im Kanton Driburg des Königreichs Westphalen. Seit 1815 gehörte Buke endgültig zum Königreich Preußen und 1816 kam die Gemeinde zum neuen Kreis Paderborn. Im Kreis Paderborn gehörte Buke bis 1921 zum Amt Lippspringe und anschließend bis 1974 zum Amt Altenbeken.
Buke blieb von direkten Kriegsschäden des Zweiten Weltkriegs weitestgehend verschont. Von 1945 bis 1949 war Buke Teil der britischen Besatzungszone, ab 1946 des Landes Nordrhein-Westfalen.
Im Rahmen der kommunalen Neugliederung wurde Buke zum 1. Januar 1975 durch das Sauerland/Paderborn-Gesetz mit Altenbeken und Schwaney zur neuen Gemeinde Altenbeken zusammengeschlossen.

## Verkehrsanbindung

### Straße
Durch Buke verläuft die B 64 in Ost-West-Richtung. In Nord-Süd-Richtung verläuft die Landesstraße 828 (L 828) von Detmold über Altenbeken zur A 44.

### Schiene
Buke liegt an der Bahnstrecke Hamm–Warburg. Allerdings hält im Bahnhof Buke derzeit kein planmäßiger Zug. Der Bahnhof wurde schon vor längerer Zeit stillgelegt und ist auch nicht mehr im Besitz der Bahn.